# اچ‌ام‌اس استارلینگ (یو۶۶)
اچ‌ام‌اس استارلینگ (یو۶۶) (به انگلیسی: HMS Starling (U66)) یک کشتی بود که طول آن ۲۹۹ فوت ۶ اینچ (۹۱٫۲۹ متر) بود. این کشتی در سال ۱۹۴۲ ساخته شد.